# Vincent Mangano
Vincenzo Giovanni Mangano (Palermo, 28 maart 1888 – New York, 19 april 1951), beter bekend onder de pseudoniemen Vincent Mangano en The Executioner, was een Italiaans-Amerikaans crimineel. In zijn hoogtijdagen was hij de leider van de maffiafamilie Mangano (later Gambino geheten).
Op 19 april 1951 ontdekte een vrouw het lijk van Filippo Mangano, Vincents broer, in de Jamaica Bay. Hij bleek te zijn doodgeschoten.  Vincent is sindsdien vermist; zijn stoffelijk overschot is niet gevonden. Hij werd op 30 oktober 1961 officieel dood verklaard. Er werden geen aanhoudingen verricht naar aanleiding van de moord op Philip (Filippo) en de vermissing van Vincent, maar er werd verondersteld dat de nieuwe baas Albert Anastasia beide broers had laten vermoorden.